# مقاطعة نيفادا (أركنساس)
مقاطعة نيفادا (بالإنجليزية: Nevada County)‏ هي إحدى مقاطعات ولاية أركنساس في الولايات المتحدة الأمريكية.